# Spring Erom
Spring Erom, född 18 april 2005, är en svensk varmblodig travhäst. Han tränades först av Håkan Olofsson (2006–2015) och senare av Dan Widegren (2015–2017) vid Halmstadtravet.
Spring Erom tävlade åren 2008–2017 och sprang in 8,3 miljoner kronor på 112 starter varav 32 segrar, 17 andraplatser och 10 tredjeplatser. Han tog karriärens största segrar i Eskilstuna Fyraåringstest (2009), Kjell P. Dahlströms Minne (2010), Örebro Intn'l (2010, 2012), Frances Bulwarks Lopp (2012) och Algot Scotts Minne (2017). Han kom även på andraplats i Breeders' Crown för 4-åriga (2009), Copenhagen Cup (2016) och Jämtlands Stora Pris (2017) samt på tredjeplats i C.L. Müllers Memorial (2012).
Spring Erom deltog i 2017 års upplaga av Elitloppet på Solvalla den 28 maj 2017, där han kördes av Christoffer Eriksson. Han slutade på fjärdeplats i försöket, trots galopp, och kvalificerade sig därmed för finalen. I finalen gjorde han sin 100:e start i karriären. Han slutade oplacerad som sjua. Spring Erom, som 2017 var 12 år gammal, är den äldsta Elitloppsdebutanten någonsin samt den äldsta deltagaren i modern tid.
Han gjorde sista starten i karriären den 30 december 2017 i sitt eget lopp Spring Eroms Lopp (som ingick som ett försökslopp av Gulddivisionen) på hemmabanan Halmstadtravet. Han kördes av Christoffer Eriksson och slutade på femteplats.